# Adrastus limbatus
Adrastus limbatus es una especie de escarabajo del género Adrastus, familia Elateridae. Fue descrita científicamente por Fabricius en 1777.
Se distribuye por Suiza, Francia, Austria, Alemania, Países Bajos, Italia, Luxemburgo, Bélgica, Hungría, Eslovenia, Bulgaria, España, Polonia, Rumania y Turquía. La especie se mantiene activa durante los meses de enero, abril, mayo, junio, julio, agosto, septiembre, octubre y diciembre.